# Recordia
Recordia, maleni biljni rod iz porodice sporiševki (Verbenaceae) smješten u tribus Duranteae. Pripadaju mu dvije endemske južnoameričke vrste drveća, jedna iz Bolivije, i druga iz brazilskih država Santa Catarina i Rio Grande do Sul Tipična je vrsta Recordia boliviana Moldenke.

## Vrste
1. Recordia boliviana Moldenke
2. Recordia reitzii (Moldenke) Thode & O'Leary